# Marcelino Martínez
Marcelino Martínez Cao (Ares, 1940. április 29. –) spanyol válogatott labdarúgó.

## Fordítás
- Ez a szócikk részben vagy egészben  a   Marcelino Martínez című angol Wikipédia-szócikk fordításán alapul.  Az eredeti cikk szerkesztőit annak laptörténete sorolja fel. Ez a jelzés csupán a megfogalmazás eredetét és a szerzői jogokat jelzi, nem szolgál a cikkben szereplő információk forrásmegjelöléseként.